# Лазар Димитров (Дренок)
Вижте пояснителната страница за други личности с името Лазар Димитров.
Лазар Димитров, наричан Арнаутина, Бозаджията, Витанов, е български революционер, деец на Вътрешната македоно-одринска революционна организация, председател на Одринския и Серския окръжен революционен комитет.

## Биография
Лазар Димитров е роден на 6 април 1869 година в дебърското село Дренок, тогава в Османската империя. По думи на самия Лазар брат му Гюра Димитров е:
| „ | инициатор и отявлен ратник за отварянето на българското училище в махалата Пиргите и за съграждането на новата черква „Свети Георги“ в същата махала. | “ |

Започва образованието си в родното село, а през 1889 година завършва с четвъртия випуск на Солунската българска мъжка гимназия. Учителства две години в Дебър (1889 – 1891), Солун и през 1894/1895 година е учител в Гумендже заедно с Христо Колев, Благой Попиванов Бончев и Димитър Динков. Заради клевети от сръбската и гръцката пропаганда е арестуван неколкократно и интерниран в Дебър през 1895 година, а същата година пише статията „Преследване на българската интелигенция от турската власт“ за софийския вестник „Право“. Същата година е заклет в Солун от Даме Груев и Гоце Делчев за целите на ВМОРО. Инспектира училища в околността на Енидже Вардар, след което работи в семинарията на Българската екзархия в Цариград.
Започва да преподава български език в Одринската българска мъжка гимназия и през 1896 година е избран за председател на Одринския окръжен революционен комитет на ВМОРО. Там наследява като организатор Христо Коцев, който заминава за Солун, и заедно с Антон Арнаудов развива активна революционна дейност и заклева за целите на организацията Димитър Даков и други дейци. Ученикът му от Одринската гимназия Дамян Калфов пише за него:
| „ | Той беше особено строг човек, суров и дори понякога жесток - един инстински арнаутин от Дебър с тая валчеста глава и с това заострено лице. С руси или по-скоро червеникави коси, съвсем оредели на темето, с тънички редки мустаци и скипрени устни, той много рядко се усмихваше и ние дори и при добре заучен урок по български винаги треперехме пред него... Но... ако е вярно, че не обичахме много учителя си Лазар Димитров, така наречения Кьосето, поради строгостта и суровостта му, вярно е и другото, че дълбоко го уважавахме, че гледахме на него като на някакъв особено народен човек. А то бе, защото кой знае как бяхме подочули, че той се занимавал с тайни, революционни реботи. И когато веднъж, както си преподаваше в клас, се смъкна от ревера отвътре на сакото му и се показа ножницата на една грамадна кама, ние изтръпнахме и оттогава вече му прощавахме всичко, всичко - той беше станал за нас голям, много голям българин, истински герой. | “ |

През 1901 за кратко следва славянска филология в Софийския университет, но прекъсва. През 1902 – 1903 година учителства в българското педагогическо училище Сяр и е председател на Серския окръжен революционен комитет, секретар е Ангел Атанасов, с членове Христо Вълканов, Стоян Божов и нелегален член Димитър Гощанов. Като серски делегат участва на Солунския конгрес на ВМОРО през януари 1903 година. Дава описание на революционните комитети в Сярско по следния начин: 
| „ | Почти целото българско население в окръга беше посветено в революционното дело. Ако имаше то некъде непосветени още българи в организацията, те се посвещаваха от четите. | “ |

Първоначално се противопоставя на идеята за вдигане на въоръжено въстание, но после подписва решението. През Илинденско-Преображенското въстание е член на член на Охридското горско началство, районен началник в Дебърско и секретар на четата на Марко Павлов. След неуспешния край на въстанието заедно с други ръководители на ВМОРО като Лука Групчев, Антон Кецкаров и други се оттегля през Албания и Черна гора в България.
През 1909 година е председател на Дебърската просветителна дружба в София. По време на Първата световна война е училищен инспектор в Прищински учебен окръг.
След 1918 година се преселва в България, където работи като учител и окръжен училищен инспектор. От 1936 година е член на Илинденската организация. Умира в Пловдив в 1945 година.